# Sûrtab
Sûrtab S.A. es una empresa de tecnología con sede en Puerto Príncipe, Haití, que diseña, desarrolla y comercializa hardware y electrónica de consumo, especialmente computadoras tableta.